# 龐塞藝術博物館
龐塞藝術博物館（Museo de Arte de Ponce，縮寫：MAP）是位於波多黎各龐塞的一所美術館，收藏有歐洲和拉丁美洲的藝術作品。它有14個展廳，藏有約4,500件作品，因此成為加勒比海地區最大的美術館。
1959年，該美術館由商人、慈善家路易斯·费雷投資創辦，2010年搬至現址美洲大道（Avenida Las Américas）2325號。2008年至2010年間，它花費了約3000萬美元擴充展館。

## 歷史

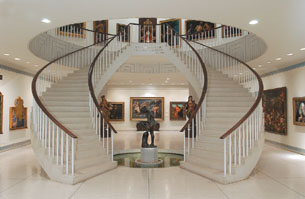
美術館大廳

1956年，路易斯·费雷前往歐洲旅行並收購了不少歐洲藝術品，其中包括許多前拉斐爾派作品。它決定在自己的家鄉龐塞建立一所美術館。在咨詢了巴納德學院和哥倫比亞大學教授尤里烏斯·海爾德（Julius S. Held）與格拉納達大學教授雷內·泰勒（René Taylor）之後，他確定了自己的想法。在一次採訪中，他說：“所有學者和評論家都覺得我的藏品媚俗，認為我可能是瘋了才會買下它們” 。
1959年1月3日，該美術館在龐塞的克里斯蒂娜街70號（今位於龐塞歷史區）開張，當時只展出了72件作品。1962年，山繆·亨利·卡瑞斯基金會捐贈了15幅畫作。到1989年，藏品數量已達500件，價值約5000萬美元（合今$1.23億）。處於消防上的考慮，費雷在美洲大道上買下一塊地皮，僱愛德華·杜雷爾·斯通建造新美術館大樓，1964年4月23日動工，1965年完工。
2008年至2010年間，該美術館花費了約3000萬美元擴充展館，2010年11月13日重新開張，擴充後場館面積擴大了40%。

## 外部連接
- 官方網站 （页面存档备份，存于）
- Museo de Arte de Ponce, at its former structure on Calle Cristina, now the "Centro Cultural de Ponce Carmen Solá de Pereira."
- The Strange Journey of One of the World’s Most Famous Paintings. Patrick Monahan. Vanity Fair. 4 June 2015. （页面存档备份，存于）